# Іван Любичич
Іван Любичич (хорв. Ivan Ljubičić, 19 березня 1979) — колишній хорватський тенісист. Найвищу одиночну позицію світового рейтингу — 3 місце досяг 1 травня 2006, парну — 70 місце — 16 травня 2005 року. Здобув 10 одиночних титулів. Найвищим досягненням на турнірах Великого шолома був півфінал в одиночному розряді.
Любичич народився у Боснії і Герцоговині. Його батько був боснійським хорватом, а мати боснійкою. Він високий і кремезний гравець із сильною подачею. Найбільших успіхів Іван досягав на турнірах під дахом із хардовим або килимовим покриттям. Найвища позиція Любичича в рейтингу ATP - третя. Він віддавав перевагу грі на задній лінії, вибираючи момент для виходу на сітку. З льоту Любичич грав непогано, іноді він виступав у парному розряді. Він міг підрізати м'яч зліва. Сильна подача дозволяла йому вигравати свої гейми, але прийом у нього був відносно слабкий, і йому важко було виграти подачу супротивника. Тому багато його сетів завершувалися тайбрейками. 
У 2005 році Любичич входив до складу збірної Хорватії, яка виграла Кубок Девіса. У парі з Маріо Анчичем він зумів перемогти в Кубку Девіса братів Боба і Майка Браянів. Крім пари хорватів на той час цього зуміла добитися тільки одна інша пара.
Завершив кар'єру 2012 року.

## Загальна статистика

### Досягнення
| W | Ф | ПФ | ЧФ | #Р | КТ | К# | DNQ | A | NH |

#### Турніри Великого шолома
|                                        |      |      | Професійна кар'єра | Професійна кар'єра | Професійна кар'єра | Професійна кар'єра | Професійна кар'єра | Професійна кар'єра | Професійна кар'єра | Професійна кар'єра | Професійна кар'єра | Професійна кар'єра | Професійна кар'єра | Професійна кар'єра | Професійна кар'єра | Професійна кар'єра | Професійна кар'єра |        |       |
| Турнір                                 | 1996 | 1997 | 1998               | 1999               | 2000               | 2001               | 2002               | 2003               | 2004               | 2005               | 2006               | 2007               | 2008               | 2009               | 2010               | 2011               | 2012               | ТУ     | В-П   |
| -------------------------------------- | ---- | ---- | ------------------ | ------------------ | ------------------ | ------------------ | ------------------ | ------------------ | ------------------ | ------------------ | ------------------ | ------------------ | ------------------ | ------------------ | ------------------ | ------------------ | ------------------ | ------ | ----- |
| Відкритий чемпіонат Австралії з тенісу |      | К2р  | К1р                |                    | 1р                 | 1р                 | 3р                 | 1р                 | 2р                 | 2р                 | ЧФ                 | 1р                 | 1р                 | 2р                 | 3р                 | 3р                 | 1р                 | 0 / 13 | 13–13 |
| Відкритий чемпіонат Франції з тенісу   |      |      |                    | К2р                | 1р                 | 1р                 | 1р                 | 3р                 | 2р                 | 1р                 | ПФ                 | 3р                 | 4р                 | 1р                 | 3р                 | 4р                 |                    | 0 / 12 | 18–12 |
| Вімблдонський турнір                   |      |      |                    |                    | 1р                 | 1р                 | 2р                 | 2р                 | 1р                 | 1р                 | 3р                 | 3р                 | 1р                 |                    | 1р                 | 3р                 |                    | 0 / 11 | 8–11  |
| Відкритий чемпіонат США з тенісу       |      | К2р  |                    | 2р                 | 1р                 | 2р                 | 2р                 | 2р                 | 1р                 | 3р                 | 1р                 | 3р                 |                    | 1р                 | 1р                 | 2р                 |                    | 0 / 12 | 9–12  |
| В-П                                    | 0–0  | 0–0  | 0–0                | 1–1                | 0–4                | 1–4                | 4–4                | 4–4                | 2–4                | 3–4                | 11–4               | 6–4                | 3–3                | 1–3                | 4–4                | 8–4                | 0–1                | 0 / 48 | 48–48 |

#### Чемпіонат завершення сезону
|           |                   |                   | Професійна кар'єра | Професійна кар'єра | Професійна кар'єра | Професійна кар'єра | Професійна кар'єра | Професійна кар'єра | Професійна кар'єра | Професійна кар'єра | Професійна кар'єра | Професійна кар'єра | Професійна кар'єра | Професійна кар'єра | Професійна кар'єра | Професійна кар'єра | Професійна кар'єра |       |     |
| Турнір    | 1996              | 1997              | 1998               | 1999               | 2000               | 2001               | 2002               | 2003               | 2004               | 2005               | 2006               | 2007               | 2008               | 2009               | 2010               | 2011               | 2012               | ТУ    | В-П |
| --------- | ----------------- | ----------------- | ------------------ | ------------------ | ------------------ | ------------------ | ------------------ | ------------------ | ------------------ | ------------------ | ------------------ | ------------------ | ------------------ | ------------------ | ------------------ | ------------------ | ------------------ | ----- | --- |
| Фінал ATP | Не кваліфікувався | Не кваліфікувався | Не кваліфікувався  | Не кваліфікувався  | Не кваліфікувався  | Не кваліфікувався  | Не кваліфікувався  | Не кваліфікувався  | Не кваліфікувався  | КТ                 | КТ                 | Не кваліфікувався  | Не кваліфікувався  | Не кваліфікувався  | Не кваліфікувався  | Не кваліфікувався  |                    | 0 / 2 | 2–4 |

## Значні фінали

### Олімпіади

#### Парний розряд: 1 бронзова медаль
| Результат | Турнір     | Дисципліна    | Поверхня | Партнер     | Супротивники               | Рахунок              |
| --------- | ---------- | ------------- | -------- | ----------- | -------------------------- | -------------------- |
| Бронза    | Афіни 2004 | парний розряд | Хард     | Маріо Анчич | Магеш Бгупаті Леандер Паес | 7–6(7–5), 4–6, 16–14 |

## Фінали турнірів ATP

#### Одиночний розряд: 24 (10 титулів, 14 поразок)
| Легенда                     |
| --------------------------- |
| Grand Slam (0–0)            |
| ATP World Tour Фінали (0–0) |
| Тур ATP Мастерс 1000 (1–3)  |
| Тур ATP 500 (2–3)           |
| Тур ATP 250 (7–8)           |

| Титули за покриттям |
| ------------------- |
| Тверде (7–12)       |
| Ґрунт (0–0)         |
| Трава (1–0)         |
| Килим (2–2)         |

| Титули by setting |
| ----------------- |
| Outdoors (4–4)    |
| Indoors (6–10)    |

| Результат | Ранг | Дата     | Турнір                                         | Покриття   | Опонент             | Рахунок                      |
| --------- | ---- | -------- | ---------------------------------------------- | ---------- | ------------------- | ---------------------------- |
| Перемога  | 1.   | Жов 2001 | Ліон, Франція                                  | Килим (i)  | Юнес Ель-Айнауї     | 6–3, 6–2                     |
| Поразка   | 1.   | Січ 2004 | Qatar ExxonMobil Open, Катар                   | Тверде     | Ніколя Ескюде       | 3–6, 6–7(4–7)                |
| Поразка   | 2.   | Січ 2005 | Doha, Катар                                    | Тверде     | Роджер Федерер      | 3–6, 1–6                     |
| Поразка   | 3.   | Лют 2005 | Марсель, Франція                               | Тверде (i) | Йоахім Йоханссон    | 5–7, 4–6                     |
| Поразка   | 4.   | Лют 2005 | Роттердам, Нідерланди                          | Тверде (i) | Роджер Федерер      | 7–5, 5–7, 6–7(5–7)           |
| Поразка   | 5.   | Лют 2005 | Dubai Tennis Championships, UAE                | Тверде     | Роджер Федерер      | 1–6, 7–6(8–6), 3–6           |
| Перемога  | 2.   | Жов 2005 | Moselle Open, Франція                          | Тверде (i) | Гаель Монфіс        | 7–6(9–7), 6–0                |
| Перемога  | 3.   | Жов 2005 | Відень, Австрія                                | Тверде (i) | Хуан Карлос Ферреро | 6–2, 6–4, 7–6(7–5)           |
| Поразка   | 6.   | Жов 2005 | Мадрид, Іспанія                                | Тверде (i) | Рафаель Надаль      | 6–3, 6–2, 3–6, 4–6, 6–7(3–7) |
| Поразка   | 7.   | Лис 2005 | Париж, Франція                                 | Килим (i)  | Томаш Бердих        | 3–6, 4–6, 6–3, 6–4, 4–6      |
| Перемога  | 4.   | Січ 2006 | Maharashtra Open, Індія                        | Тверде     | Карлос Моя          | 7–6(8–6), 6–2                |
| Перемога  | 5.   | Лют 2006 | Zagreb, Хорватія                               | Килим (i)  | Штефан Коубек       | 6–3, 6–4                     |
| Поразка   | 8.   | Кві 2006 | Відкритий чемпіонат Маямі з тенісу, USA        | Тверде     | Роджер Федерер      | 6–7(5–7), 6–7(4–7), 6–7(6–8) |
| Поразка   | 9.   | Жов 2006 | Bangkok, Таїланд                               | Тверде (i) | Джеймс Блейк        | 3–6, 1–6                     |
| Перемога  | 6.   | Жов 2006 | Vienna, Австрія                                | Тверде (i) | Фернандо Гонсалес   | 6–3, 6–4, 7–5                |
| Перемога  | 7.   | Січ 2007 | Doha, Катар                                    | Тверде     | Енді Маррей         | 6–4, 6–4                     |
| Поразка   | 10.  | Лют 2007 | Zagreb, Хорватія                               | Килим (i)  | Маркос Багдатіс     | 6–7(4–7), 6–4, 4–6           |
| Поразка   | 11.  | Лют 2007 | Rotterdam, Нідерланди                          | Тверде (i) | Михайло Южний       | 2–6, 4–6                     |
| Перемога  | 8.   | Чер 2007 | Rosmalen Grass Court Championships, Нідерланди | Трава      | Петер Весселс       | 7–6(7–5), 4–6, 7–6(7–4)      |
| Поразка   | 12.  | Бер 2008 | Zagreb, Хорватія                               | Тверде (i) | Сергій Стаховський  | 5–7, 4–6                     |
| Перемога  | 9.   | Лис 2009 | Ліон, Франція (2)                              | Тверде (i) | Мікаель Льодра      | 7–5, 6–3                     |
| Перемога  | 10.  | Бер 2010 | Індіан-Веллс, USA                              | Тверде     | Енді Роддік         | 7–6(7–3), 7–6(7–5)           |
| Поразка   | 13.  | Жов 2010 | Монпельє, Франція                              | Тверде (i) | Гаель Монфіс        | 2–6, 7–5, 1–6                |
| Поразка   | 14.  | Вер 2011 | Moselle Open, Франція                          | Тверде (i) | Жо-Вілфрід Тсонга   | 3–6, 7–6(7–4), 3–6           |

#### Парний розряд: 4 (4 поразки)
| Легенда                     |
| --------------------------- |
| Grand Slam (0–0)            |
| ATP World Tour Фінали (0–0) |
| Тур ATP Мастерс 1000 (0–0)  |
| Тур ATP 500 (0–0)           |
| Тур ATP 250 (0–4)           |

| Титули за покриттям |
| ------------------- |
| Тверде (0–1)        |
| Ґрунт (0–2)         |
| Трава (0–0)         |
| Килим (0–1)         |

| Титули by setting |
| ----------------- |
| Outdoors (0–2)    |
| Indoors (0–2)     |

| Результат | Ранг | Дата     | Турнір                                          | Покриття   | Партнер     | Опоненти                         | Рахунок                 |
| --------- | ---- | -------- | ----------------------------------------------- | ---------- | ----------- | -------------------------------- | ----------------------- |
| Поразка   | 1.   | Лип 2000 | Відкритий чемпіонат Хорватії з тенісу, Хорватія | Ґрунт      | Ловро Зовко | Алекс Лопес Морон Альберт Портас | 1–6, 6–7(2–7)           |
| Поразка   | 2.   | Лис 2000 | Ліон, Франція                                   | Килим (i)  | Джек Вейт   | Паул Гаргейс Сендон Столл        | 1–6, 7–6(7–2), 6–7(7–9) |
| Поразка   | 3.   | Лип 2001 | Umag, Хорватія                                  | Ґрунт      | Ловро Зовко | Серхіо Ройтман Андрес Шнейтер    | 2–6, 5–7                |
| Поразка   | 4.   | Жов 2004 | Moselle Open, Франція                           | Тверде (i) | Урос Віко   | Арно Клеман Ніколя Маю           | 2–6, 6–7(8–10)          |